# 额鲁特旗
额鲁特旗，清代蒙古旧旗名。来源于噶尔丹战败后遗留在外蒙古的部众。
康熙四十四年（1705年）以归降的额鲁特部置，以丹济拉（巴圖爾琿臺吉之孫）为札萨克辅国公，次年驻牧推河（今蒙古国巴彦洪戈尔省图音河）。雍正元年（1723年）晋封其子多尔济策布登为札萨克固山贝子。雍正九年（1731年）徙牧归化城附近锡喇木伦（今内蒙古四子王旗希拉莫日高勒），复徙喀尔喀河（今蒙古国和内蒙古新巴尔虎左旗南哈拉哈河），寻复徙推河。乾隆二十六年（1761年）徙驻赛音诺颜部之乌兰乌苏，在今蒙古国后杭爱省霍屯特苏木一带。乾隆四十六年（1781年）诏令世袭罔替。1911年地入蒙古国。